# Campionat d'Espanya de trial 1990
La temporada de 1990 del Campionat d'Espanya de trial fou la 23a edició d'aquest campionat, organitzat per la Reial Federació Motociclista Espanyola. El calendari oficial constava de 8 proves puntuables.

## Classificació final
Font:
| Posició | Pilot           | Motocicleta | Punts |
| ------- | --------------- | ----------- | ----- |
| 1       | Jordi Tarrés    | Beta        | 157   |
| 2       | Amós Bilbao     | Fantic      | 133   |
| 3       | Lluís Gallach   | Gas Gas     | 102   |
| 4       | Gabino Renales  | Montesa     | 96    |
| 5       | Andreu Codina   | Gas Gas     | 88    |
| 6       | Òscar Giró      | Aprilia     | 82    |
| 7       | Xavier Puig     | Beta        | 75    |
| 8       | Marc Colomer    | Montesa     | 67    |
| 9       | Melcior Estorch | Mecatecno   | 52    |
| 10      | Xavier Vilalta  | Gas Gas     | 39    |

## Categories inferiors
| Categoria     | Guanyador    | Motocicleta |
| ------------- | ------------ | ----------- |
| Sènior B      | Marc Colomer | Montesa     |
| Sènior C      | Lluís Díaz   | Gas Gas     |
| Júnior        | Joan Pons    | Gas Gas     |
| Juvenil 125cc | Jordi Picola | Gas Gas     |